# Recettore ionotropico
Il recettore ionotropo (o, secondo la traduzione dalla terminologia inglese, canali ionici ad apertura ligando-dipendente) è una delle 2 grandi classi nelle quali vengono suddivisi funzionalmente i recettori transmembrana.
Al contrario dei recettori metabotropi la cui attivazione provoca una cascata di reazioni intracellulari, i recettori ionotropi, una volta legato il ligando, permettono il flusso ionico attraverso la membrana.

## Regolazione
I recettori ionotropi sono recettori le cui subunità costitutive racchiudono un poro attraverso il quale avviene il flusso di ioni. I canali, in assenza di legame, sono presenti in una conformazione strutturale che ostruisce il poro, impedendo il flusso di ioni. Avvenuto il legame con il ligando, il recettore cambia la conformazione strutturale, aprendosi e permettendo agli ioni di attraversare la membrana. Un esempio sono i recettori Nicotinici, i quali possono essere formati da 4 o 5 subunità (2 Alfa, Beta, Gamma e Delta). Le due subunità Alfa servono da siti di legame per l'Acetilcolina, la quale stimola l'apertura del canale e il passaggio degli ioni.

## Classificazione
I recettori ionotropi vengono suddivisi in 3 principali raggruppamenti:

### Recettori pentamerici
Definiti anche, secondo la terminologia anglosassone, recettori ad ansa di cisteina.
Sono costituiti da 5 subunità le quali circoscrivono un canale attraverso il quale avviene il flusso di ioni. Il flusso può essere di cationi oppure anioni.
- Recettori che permettono il flusso di anioni:
  - recettore del GABA
  - recettore della glicina
- Recettori che permettono il flusso di cationi:
  - recettore della serotonina 5-HT3
  - recettore nicotinico

### Recettori tetramerici
A questa famiglia appartiene sostanzialmente il recettore del glutammato, tra i quali:
- recettore NMDA
- recettore AMPA
- recettore del kainato

Il flusso è consentito solo ai cationi.

### Recettori trimerici
A questa famiglia, allo stato attuale delle conoscenze, appartiene solo il recettore per le purine